# Samuel Earnshaw
Samuel Earnshaw (* 1. Februar 1805 in Sheffield; † 6. Dezember 1888 in Sheffield) war ein englischer Geistlicher, Mathematiker und Physiker.

## Leben
Seine Eltern hießen Martha und Joseph, der Vater war Feilenhauer und späterer Schulleiter. Samuel besuchte die Carver St. National School und erhielt Unterricht von Rev. William Ellis  in Doncaster. Am 5. Juli 1827 wurde er ins St. John’s College in Cambridge aufgenommen. Jedoch hätte er anfangs für seinen Unterhalt selbst aufkommen müssen, was ihm nicht gelang. So konnte er erst Ende 1828 wirklich mit dem Studium beginnen, nachdem er als sizar neuaufgenommen worden war, der die Fellows bedienen musste und dafür etwas von ihren Mahlzeiten erhielt. 1830 erhielt Earnshaw das „Hebblethwaite Scholar“-Stipendium, 1831 graduierte er als Jahrgangsbester. 1834 erhielt er seinen Magister Artium.
Da er am 6. Januar 1832 Ann Wall geheiratet hatte (ihr Sohn Samuel Walter wurde 1833 geboren), konnte er nicht zum Fellow ernannt werden.  Stattdessen arbeitete er als Privatlehrer für Physik und Mathematik und begann eine Karriere als Kleriker. Noch 1834 wurde er zum Diakon in Buckden ernannt, am 20. September 1846 in der Kirche St. Michael zu Cambridge zum Priester geweiht. 1837 war er Proktor, 1838 erhielt er die Pfründe der Barnaby Lecturship in Philosophy at the Congregation.
1847 zog Earnshaw aufgrund gesundheitlicher Probleme zurück nach Sheffield, wo er die Stelle des Kaplans in Queen Mary’s annahm. Er war verantwortlich für die Einführung der University Local Examinations in Sheffield. Die damit verbundenen Vorträge machten großen Eindruck auf Mark Firth, der 1879 das Firth College (aus dem später die Universität Sheffield wurde) gründete, für das Earnshaw anfangs Vizepräsident und ab 1880 Präsident war. 1887 wurde ihm zu Ehren ein Earnshaw-Lehrstuhl eingerichtet.
Im selben Jahr starb Samuel Earnshaws Sohn, und er selbst dann am 6. Dezember 1888 im Alter von 83 Jahren.

## Werk
Earnshaw veröffentlichte seit 1832 mathematische und physikalische Artikel und Bücher. Sein bekanntester Beitrag ist das Earnshaw-Theorem über die Unmöglichkeit stabil schwebender Dauermagneten, andere Themen waren Optik, Wellen, Dynamik und Akustik in der Physik, Differentialrechnung, Trigonometrie und Partielle Differentialgleichungen in der Mathematik. Als Kleriker veröffentlichte er diverse Predigten und Abhandlungen.

## Quelle
- Biografie auf der Website der Yale University (englisch; mit Abbildung einer Büste)

| Personendaten    | Personendaten                                     |
| ---------------- | ------------------------------------------------- |
| NAME             | Earnshaw, Samuel                                  |
| KURZBESCHREIBUNG | englischer Geistlicher, Physiker und Mathematiker |
| GEBURTSDATUM     | 1. Februar 1805                                   |
| GEBURTSORT       | Sheffield                                         |
| STERBEDATUM      | 6. Dezember 1888                                  |
| STERBEORT        | Sheffield                                         |